# Gmina związkowa Gerolstein
Gmina związkowa Gerolstein (niem. Verbandsgemeinde Gerolstein) – gmina związkowa w Niemczech, w kraju związkowym Nadrenia-Palatynat, w powiecie Vulkaneifel. Siedziba gminy związkowej znajduje się w mieście Gerolstein. Powstała 1 stycznia 2019 z połączenia trzech gmin związkowych: Gerolstein, Hillesheim oraz Obere Kyll.

## Podział administracyjny
Gmina związkowa zrzesza 38 gmin, w tym dwie gminy miejskie (Stadt) oraz 36 gmin (Ortsgemeinde):
1. Basberg
2. Berlingen
3. Berndorf
4. Birgel
5. Birresborn
6. Densborn
7. Dohm-Lammersdorf
8. Duppach
9. Esch
10. Feusdorf
11. Gerolstein, miasto
12. Gönnersdorf
13. Hallschlag
14. Hillesheim, miasto
15. Hohenfels-Essingen
16. Jünkerath
17. Kalenborn-Scheuern
18. Kerpen (Eifel)
19. Kerschenbach
20. Kopp
21. Lissendorf
22. Mürlenbach
23. Neroth
24. Nohn
25. Oberbettingen
26. Oberehe-Stroheich
27. Ormont
28. Pelm
29. Reuth
30. Rockeskyll
31. Salm
32. Scheid
33. Schüller
34. Stadtkyll
35. Steffeln
36. Üxheim
37. Walsdorf
38. Wiesbaum